# Stanisław Zieliński (chemik)

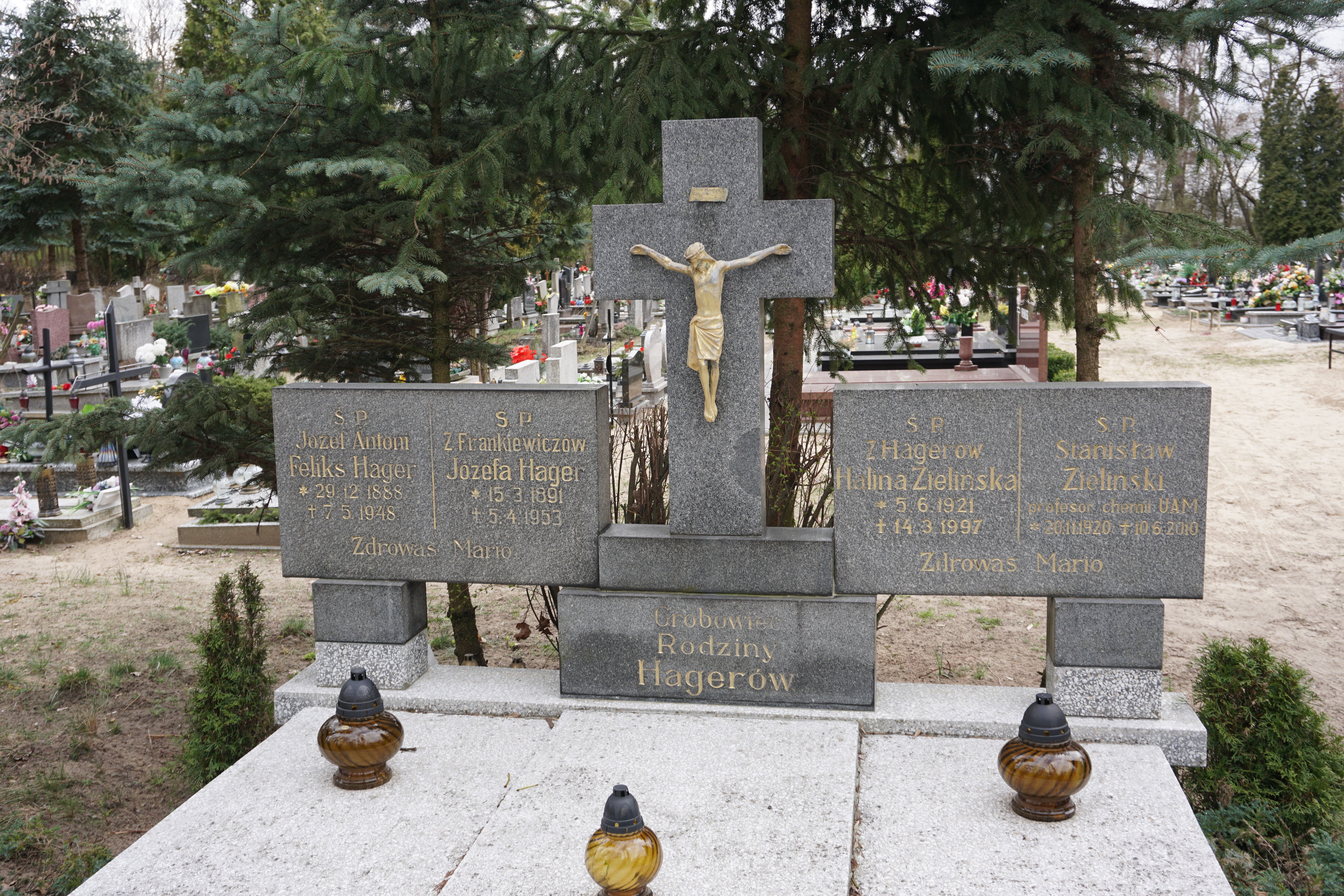
Grób prof. Stanisława Zielińskiego na cmentarzu Miłostowo w Poznaniu

Stanisław Zieliński (ur. 20 listopada 1920, zm. 10 czerwca 2010) – polski chemik, profesor zwyczajny doktor habilitowany, specjalista w dziedzinie katalizy i chemii koordynacyjnej, prodziekanem Wydziału Mat.-Fiz.-Chem. Uniwersytetu im. Adama Mickiewicza w Poznaniu, kierownik Katedry Chemii Nieorganicznej i Analitycznej, Zakładu Chemii Nieorganicznej i Analitycznej oraz  Zakładu Chemii Ogólnej i Syntezy Katalizatorów na Wydziale Chemii UAM.
Był wieloletnim przewodniczącym Rady Zakładowej ZNP przy UAM, a także  przewodniczącym Rady Naukowej Centralnego Laboratorium Akumulatorów i Ogniw w Poznaniu. Został pochowany na cmentarzu Miłostowo w Poznaniu (pole 3, kwatera D, grób 53).

## Odznaczenia
- Medal Komisji Edukacji Narodowej
- Krzyż Kawalerski Orderu Odrodzenia Polski[3]